# Tepuibasis fulva
Tepuibasis fulva là một loài chuồn chuồn kim trong họ Coenagrionidae.
Tepuibasis fulva được Needham miêu tả khoa học năm 1933.